# مرحبا أنا آكو
مرحباً .. أنا آكو مسلسل رسوم متحركة ياباني (أنمي).